# Avery Bradley
Avery Antonio Bradley Jr. (ur. 26 listopada 1990 w Tacoma) – amerykański koszykarz, występujący na pozycji rzucającego obrońcy.
W 2009 wystąpił w meczu gwiazd amerykańskich szkół średnich – McDonald’s All-American.
Bradley uczęszczał do University of Texas at Austin. Część swojego dzieciństwa spędził w Arlington, gdzie stał się zwolennikiem programu Texas Longhorns. Jako pierwszoroczniak rozpoczął grę w Longhorns rozgrywając 34 spotkania i zdobywając 11,6 punktów na mecz.
W Drafcie 2010 został wygrany z numerem 19. przez Boston Celtics. Podpisał kontrakt z Cetics 2 lipca 2010. 14 stycznia 2011 Bradley został przydzielony do zespołu Maine Red Claws w D-League i tego samego dnia zadebiutował w drużynie przebywając na parkiecie 21 minut i zdobywając 11 punktów. Po urazie rdzenia kręgowego, którego doznał Marquis Daniels w meczu z Orlando Magic w dniu 6 lutego 2011 Bradley powrócił do Boston Celtics. Do drużyny dołączył 7 lutego w meczu przeciwko Charlotte Bobcats.
W październiku 2011 podczas lokautu podpisał kontrakt z Hapoelem Jerusalem. Rozegrał w nim trzy mecze zdobywając średnio 13,7 punktów.
W sezonie 2011/2012 dostawał coraz więcej minut gry, a podczas kontuzji Raya Allena stał się graczem pierwszej piątki. W tym czasie ustanowił swój rekord 28 punktów w meczu przeciwko Atlanta Hawks. Za swoją grę otrzymywał wiele pochwał, między innymi za akcje, w których skutecznie blokował Dwyane Wade’a i Russella Westbrooka. Jednak w czasie Playoffs 2012 doznał zwichnięcia barku. Uraz ten doprowadził do operacji, w wyniku której Bradley musiał zakończyć sezon.
7 lipca 2017 trafił w wyniku wymiany do Detroit Pistons. 29 stycznia 2018 został wymieniony do Los Angeles Clippers w transakcji obejmującej sześciu zawodników.
7 lutego 2019 trafił w wyniku wymiany do Memphis Grizzlies. 6 lipca opuścił klub. Dwa dni później został zawodnikiem Los Angeles Lakers.
23 listopada 2020 podpisał umowę z Miami Heat. 25 marca 2028 został wytransferowany do Houston Rockets. 31 lipca 2021 Rockets zrezygnowali z opcji zespołu (5,9 mln), czyniąc go wolnym agentem. 24 września 2021 dołączył do Golden State Warriors. 16 października 2021 został zwolniony. 18 października 2021 roku dołączył po raz kolejny w karierze do Los Angeles Lakers.

## Osiągnięcia
Stan na 16 października 2023, na podstawie, o ile nie zaznaczono inaczej.
NCAA
- Uczestnik turnieju NCAA (2010)
- Zaliczony do:
  - I składu debiutantów Big 12 (2010)
  - składu All-Big 12 Honorable Mention (2010)

NBA
- Mistrz NBA (2020)
- Zaliczony do:
  - I składu defensywnego NBA (2016)[16]
  - II składu defensywnego NBA (2013)[16]